# Ça glisse... les filles !
Pour plus de détails, voir Fiche technique et Distribution.
Ça glisse... les filles ! (California Dreaming) est un film américain réalisé par John D. Hancock, sorti en 1979.

## Fiche technique
- Titre original : California Dreaming
- Titre français : Ça glisse... les filles !
- Réalisation : John D. Hancock
- Scénario : Ned Wynn
- Musique : Fred Karlin
- Pays d'origine : États-Unis
- Format : Couleurs - 1,85:1 - Dolby
- Genre : comédie dramatique
- Date de sortie : 1979

## Distribution
- Glynnis O'Connor : Corky
- Seymour Cassel : Duke Slusarski
- Dorothy Tristan : Fay
- Dennis Christopher : T.T.
- John Calvin : Rick
- Todd Susman : Jordy Banks
- Tanya Roberts : Stephanie
- Alice Playten : Corrine
- Ned Wynn : Earl Fescue
- James Van Patten : Mike
- Stacey Nelkin : Marsha
- Barton Heyman : Jerry
- Bonnie Bartlett : Melinda Booke